# پترا نیمین
پترا نیمین (انگلیسی: Petra Nieminen؛ زادهٔ ۴ مهٔ ۱۹۹۹) بازیکن هاکی روی یخ اهل فنلاند است.